# Sérénade KV 286
« Notturno »
La Sérénade no 8 en ré majeur dite Notturno, KV 286/269a, a été écrite par Wolfgang Amadeus Mozart à Salzbourg, probablement fin 1776 ou début 1777. Cette sérénade originale utilise quatre orchestres différents, composés chacun de 2 cors et cordes et placés en quatre endroits différents.

## Instrumentation
| Instrumentation de la Sérénade no 8 en ré majeur : 4 orchestres, chacun |
| Cordes                                                                  |
| premiers violons, seconds violons, altos, violoncelles, contrebasses    |
| Cuivres                                                                 |
| 2 cors en ré                                                            |

## Structure
La sérénade est composée de 3 mouvements:
1. Andante, en ré majeur, à 
, 92 mesures, 2 sections répétées 2 fois (mesures 1 à 37, mesures 38 à 92)
2. Allegretto grazioso, en la majeur, à 
, 85 mesures
3. Menuetto, en ré majeur, Trio en sol majeur, à 
, 79 + 26 mesures

- Durée de l'interprétation : environ 16 minutes.